# Mikhaïl Lingue
Mikhaïl Lingue   (Kaluga, 26 de novembre de 1958 - Moscou, 4 de febrer de 1994) fou un atleta rus, especialista en curses de velocitat, que va competir sota bandera de la Unió Soviètica durant les dècades de 1970 i 1980.
El 1980 va prendre part en els Jocs Olímpics d'Estiu de Moscou, on va guanyar la medalla d'or en la prova del 4×400 metres del programa d'atletisme. Formà equip amb Remigijus Valiulis, Nikolay Chernetsky i Viktor Markin.
En el seu palmarès també destaca una medalla de plata en els 4x400 metres al Campionat d'Europa júnior de 1977, el campionat soviètic en la mateixa especialitat el 1979 i el dels 400 metres en pista coberta el 1980.
Un greu accident de trànsit posà punt-i-final a la seva carrera esportiva el 1982. Poc després començà a tenir contactes amb elements delictius i va ser condemnat a nou anys i mig de presó. El 1990 va ser alliberat per bona conducta i va intentar tirar endavant una empresa, però fou estafat. Va ser trobat mort a Moscou el 4 de febrer de 1994, assassinat en circumstàncies misterioses.

## Millors marques
- 400 metres. 45.4" (1980)